# Receptor paratiroidnog hormona 1
Receptor paratiroidnog hormona 1 je protein koji je kod ljudi kodiran PTH1R genom. PTH1R deluje kao receptor za paratiroidni hormon i za paratiroidnom hormonu srodan protein (ili PTHLH).

## Funkcija
Ovaj „klasični“ PTH receptor je izražen u visokim nivoima u kostima i bubrezima. On reguliše homeostazu jona kalcijuma putem aktivacije adenilat ciklaze i fosfolipaze C. U kostima, on je izražen na površini osteoblasta. Kad je receptor aktiviran putem vezivanja PTH, osteoblasti izražavaju RANKL (receptorski aktivator za nuklearni faktor κB ligand), koji se vezuje za RANK (Receptorski aktivator za nuklearni faktor kB) na osteoklastima. Time se osteoklasti aktiviraju da povećaju brzinu resorpcije.

## Mehanizam
On je član sekretinske familije G protein spregnutih receptora. Aktivnost ovog receptora je poredovana  tipom G proteina koji aktiviraju adenilil ciklazu. Osim toga, oni mogu da aktiviraju fosfatidilinozitol-kalcijumski sistem sekundarnih glasnika.

## Interakcije
Receptor paratiroidnog hormona 1 formira interakcije sa regulatornim kofaktorom 2 natrijum-vodonične razmene i regulatorom 1 natrijum-vodoničnog antiportera 3.

## Literatura
- Bonaventure J, Silve C (2006). „[Hereditary skeletal dysplasias and FGFR3 and PTHR1 signaling pathways]”. Med Sci (Paris). 21 (11): 954—61. PMID 16274647.
- Dawson SJ, White LA (1992). „Treatment of Haemophilus aphrophilus endocarditis with ciprofloxacin.”. J. Infect. 24 (3): 317—20. PMID 1602151. doi:10.1016/S0163-4453(05)80037-4.
- Schipani E, Kruse K, Jüppner H (1995). „A constitutively active mutant PTH-PTHrP receptor in Jansen-type metaphyseal chondrodysplasia.”. Science. 268 (5207): 98—100. PMID 7701349. doi:10.1126/science.7701349.
- Schipani E; Weinstein LS; Bergwitz C;  . (1995). „Pseudohypoparathyroidism type Ib is not caused by mutations in the coding exons of the human parathyroid hormone (PTH)/PTH-related peptide receptor gene.”. J. Clin. Endocrinol. Metab. 80 (5): 1611—21. PMID 7745008. doi:10.1210/jc.80.5.1611.
- Pausova Z; Bourdon J; Clayton D;  . (1994). „Cloning of a parathyroid hormone/parathyroid hormone-related peptide receptor (PTHR) cDNA from a rat osteosarcoma (UMR 106) cell line: chromosomal assignment of the gene in the human, mouse, and rat genomes.”. Genomics. 20 (1): 20—6. PMID 8020952. doi:10.1006/geno.1994.1122.
- McCuaig KA, Clarke JC, White JH (1994). „Molecular cloning of the gene encoding the mouse parathyroid hormone/parathyroid hormone-related peptide receptor.”. Proc. Natl. Acad. Sci. U.S.A. 91 (11): 5051—5. PMID 8197183. doi:10.1073/pnas.91.11.5051.
- Schipani E; Karga H; Karaplis AC;  . (1993). „Identical complementary deoxyribonucleic acids encode a human renal and bone parathyroid hormone (PTH)/PTH-related peptide receptor.”. Endocrinology. 132 (5): 2157—65. PMID 8386612. doi:10.1210/en.132.5.2157.
- Schneider H, Feyen JH, Seuwen K, Movva NR (1993). „Cloning and functional expression of a human parathyroid hormone receptor.”. Eur. J. Pharmacol. 246 (2): 149—55. PMID 8397094. doi:10.1016/0922-4106(93)90092-N.
- Schipani E; Langman CB; Parfitt AM;  . (1996). „Constitutively activated receptors for parathyroid hormone and parathyroid hormone-related peptide in Jansen's metaphyseal chondrodysplasia.”. N. Engl. J. Med. 335 (10): 708—14. PMID 8703170. doi:10.1056/NEJM199609053351004.
- Zhou AT; Bessalle R; Bisello A;  . (1997). „Direct mapping of an agonist-binding domain within the parathyroid hormone/parathyroid hormone-related protein receptor by photoaffinity crosslinking.”. Proc. Natl. Acad. Sci. U.S.A. 94 (8): 3644—9. PMID 9108031. doi:10.1073/pnas.94.8.3644.
- Schipani E; Jensen GS; Pincus J;  . (1997). „Constitutive activation of the cyclic adenosine 3',5'-monophosphate signaling pathway by parathyroid hormone (PTH)/PTH-related peptide receptors mutated at the two loci for Jansen's metaphyseal chondrodysplasia.”. Mol. Endocrinol. 11 (7): 851—8. PMID 9178745. doi:10.1210/me.11.7.851.
- Jobert AS; Zhang P; Couvineau A;  . (1998). „Absence of functional receptors for parathyroid hormone and parathyroid hormone-related peptide in Blomstrand chondrodysplasia.”. J. Clin. Invest. 102 (1): 34—40. PMID 9649554. doi:10.1172/JCI2918.
- Pellegrini M; Bisello A; Rosenblatt M;  . (1998). „Binding domain of human parathyroid hormone receptor: from conformation to function.”. Biochemistry. 37 (37): 12737—43. PMID 9737850. doi:10.1021/bi981265h.
- Zhang P, Jobert AS, Couvineau A, Silve C (1998). „A homozygous inactivating mutation in the parathyroid hormone/parathyroid hormone-related peptide receptor causing Blomstrand chondrodysplasia.”. J. Clin. Endocrinol. Metab. 83 (9): 3365—8. PMID 9745456. doi:10.1210/jc.83.9.3373.
- Adams AE; Bisello A; Chorev M;  . (1999). „Arginine 186 in the extracellular N-terminal region of the human parathyroid hormone 1 receptor is essential for contact with position 13 of the hormone.”. Mol. Endocrinol. 12 (11): 1673—83. PMID 9817594. doi:10.1210/me.12.11.1673.
- Matsuzaki K; Katayama K; Takahashi Y;  . (1999). „Human osteoclast-like cells are formed from peripheral blood mononuclear cells in a coculture with SaOS-2 cells transfected with the parathyroid hormone (PTH)/PTH-related protein receptor gene.”. Endocrinology. 140 (2): 925—32. PMID 9927325. doi:10.1210/en.140.2.925.
- Schipani E; Langman C; Hunzelman J;  . (1999). „A novel parathyroid hormone (PTH)/PTH-related peptide receptor mutation in Jansen's metaphyseal chondrodysplasia.”. J. Clin. Endocrinol. Metab. 84 (9): 3052—7. PMID 10487664. doi:10.1210/jc.84.9.3052.
- Karperien M; van der Harten HJ; van Schooten R;  . (1999). „A frame-shift mutation in the type I parathyroid hormone (PTH)/PTH-related peptide receptor causing Blomstrand lethal osteochondrodysplasia.”. J. Clin. Endocrinol. Metab. 84 (10): 3713—20. PMID 10523019. doi:10.1210/jc.84.10.3713.
- Watson PH; Fraher LJ; Natale BV;  . (2000). „Nuclear localization of the type 1 parathyroid hormone/parathyroid hormone-related peptide receptor in MC3T3-E1 cells: association with serum-induced cell proliferation.”. Bone. 26 (3): 221—5. PMID 10709993. doi:10.1016/S8756-3282(99)00264-1.
- Truneh A; Sharma S; Silverman C;  . (2000). „Temperature-sensitive differential affinity of TRAIL for its receptors. DR5 is the highest affinity receptor.”. J. Biol. Chem. 275 (30): 23319—25. PMID 10770955. doi:10.1074/jbc.M910438199.

## Spoljašnje veze
- „Parathyroid Hormone Receptors: PTH1”. IUPHAR Database of Receptors and Ion Channels. International Union of Basic and Clinical Pharmacology. Архивирано из оригинала 16. 05. 2011. г.
- Receptor,+Parathyroid+Hormone,+Type+1 на 